# Liaoyuan
För andra betydelser, se Liaoyuan (olika betydelser).
Liaoyuan är en stad på prefekturnivå i Jilin-provinsen i nordöstra Kina. Den ligger omkring 100 kilometer söder om provinshuvudstaden Changchun.

## Historia
Orten var tidigare jaktmarker tillhörande Qing-hovet och var stängd för hankinesisk invandring. I samband med att Manchuriet öppnades för migration kring sekelskiftet men blev orten ett härad under namnet Xi'an år 1902 och tillhörde då Fengtian-provinsen. För att inte förväxla orten med staden Xi'an döptes orten om till Liaoyuan, vilket betyder "Liaoflodens källa".
Liaoyuan ingick i den japanska satellitstaten Manchukuo 1931-45. Efter andra världskrigets slut var orten en kort tid huvudstad i provinsen Liaopeh.

## Administrativ indelning
Liaoyuan består av två stadsdistrikt och två härad:
- Stadsdistriktet Longshan (龙山区), 146 km², 294 380 invånare;
- Stadsdistriktet Xi'an (西安区), 72 km², 178 039 invånare;
- Häradet Dongfeng (东丰县), 2 522 km², 355 201 invånare;
- Häradet Dongliao (东辽县), 2 385 km², 349 025 invånare.

## Klimat
Genomsnittlig årsnederbörd är 1 076 millimeter. Den regnigaste månaden är augusti, med i genomsnitt 235 mm nederbörd, och den torraste är januari, med 10 mm nederbörd.